# Conseil supérieur de la Marine
Le Conseil supérieur de la Marine (CSM) était un organisme ayant pour rôle de conseiller le Ministre de la Marine français. Créé le 5 décembre 1889, il était composé du Chef d’État-major de la Marine, du directeur du Matériel, du directeur de l'Artillerie, ainsi que des amiraux de la Marine.
Sa création s'inscrit en parallèle de la création du Conseil supérieur de la guerre, le 27 juillet 1872, ainsi que de celle du Conseil supérieur de l'Air, en 1931,.